# ناسك أخضر
الناسك الأخضر (الاسم العلمي:  Phaethornis guy) هو نوع طائر طنان كبير الحجم، ومقيم ويتكاثر في جنوب أمريكا الوسطى، (كوستاريكا وبنما)، ومن جنوب إلى شمال أمريكا الجنوبية (من شمال شرق فنزويلا وترينيداد، وشمال جبال الأنديز في شرق بيرو)

## الوصف
طوله هو حوالي 13.5 سنتيمتر (5.3 بوصة) ووزنه هو حوالي 6.3 غرام (0.22 أونصة). الذكر لونه أخضر داكن بشكل أساسي ولون ردفه هو أزرق-أخضر. لديه شكل كالقناع لونه داكن ويكون حول منطقة العينين، مع وجود خطوط صفراوية اللون نوعا ما؛ وتكون هذه الخطوط فوق وأسفل هذا القناع، وأسفل وسط الحلق. الريش المركزي للذيل عندما يكون مصفصف - للطير الناسك الكبير - يكون طوله قصير نسبيا وأطراف رؤوسه لونها أبيض، وينشر ريش ذيله بشكل استعراضي خلال طقوس التكاثر، حيث يتجمهر الذكور في مجموعات من أجل مغازلة الإناث. لون منقاره هو ضرب من اللون الأحمر ويكون طويل ومنحني نحو الأسفل. لون الأنثى رمادي (بدلاً من أخضر)، مع منقار أطول وذيل أطول بكثير.

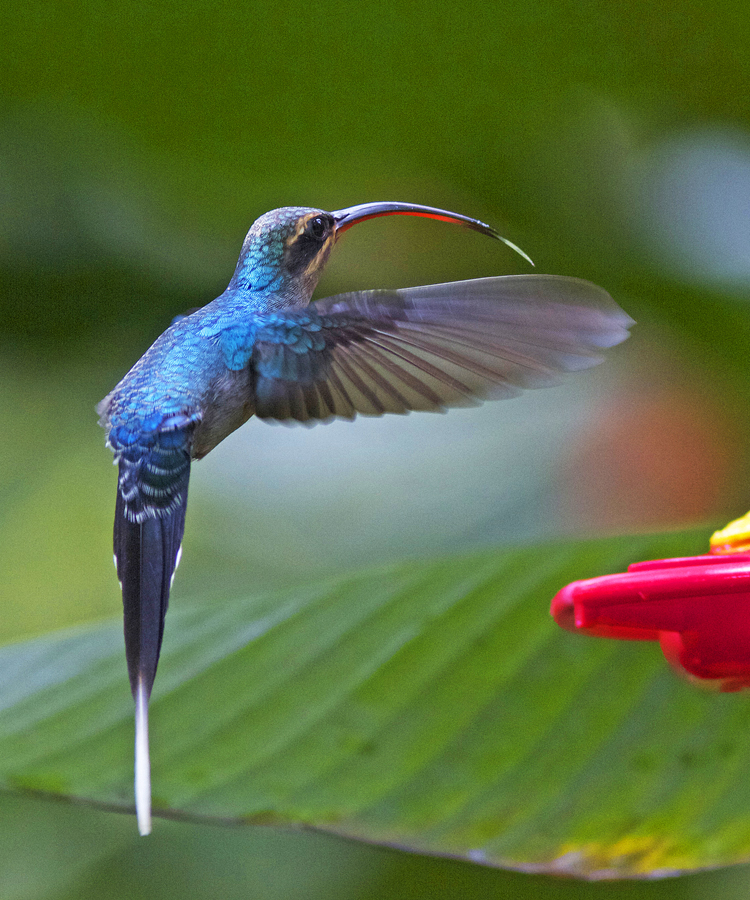
طائر الناسك الأخضر يخرج لسانه الأبيض

## موئله وتوزيعه
يمكن أن تتواجد أنواع من هذا الطير في مناطق فنزويلا وترينيداد. نوع P. g. apicalis الغربي يتواجد في مناطق الكوردييرا الأمريكية، وهو أصغر حجما نسبيا، كلا الجنسين؛ الذكر والأنثى، متشابهان في الشكل.
طير الناسك هذا يسكن في الغابات؛ تحت قمم الأشجار، وعادة بالقرب من المياه، ويفضل المناطق السهلية. وعلى ما يبدو فإنه يفضل الغابات المطيرة والغابات الرطبة، وعلى الرغم من أنها تستطيع تحمل القليل من خسارة وتدمير الموائل التي تعيش بها (على سبيل المثال، الأراضي الزراعية)، ستحاول هذه الطيور تجنب الغابات الثانوية طالما يوجد هنالك موائل متاحة تعتبر أفضل. في الكوردييرا الكولومبية الشرقية، تم ملاحظة تواجد هذه الطيور في الارتفاعات التي ما بين 650–1,750 متر (2,130–5,740 قدم). في معظم الاوقات، يكون ارتفاع الظلة في الموائل التي يختار العيش بها هو حوالي 25 متر (82 قدم)، وتتواجد في هذه الموائل بشكل عام أشجار مثل الفوية أو النخيل بكثرة؛ عادة ما يكون هناك نمو وفير من الغطاء الحي في المواطن هذه ويمكن أيضا ان يتواجد أنواع من النبات الهوائي ونباتات من النوع الشبيه بأنواع النباتات من نوع الكلوزية.

## السلوك

### التغذية
غذاء هذا النوع من الطيور هو الرحيق الذي يؤخذ من مجموعة متنوعة من الزهور، ويشتمل غذاءه على بعض الحشرات الصغيرة أيضا؛ يفضل هذا الطير الزيارة والتغذي على رحيق الزهور التي يكون طولها ما بين 30-50 مم وعرضها ما بين 2-7 مم، على الرغم من أنه يزور أحيانًا الزهور التي يصل طولها حتى ما يقارب 75 مم وعرضها إلى حوالي 20 مم، أو يمكن حتى ان تكون قصيرة بحيث تصل إلى طول 15 مم. فيما يلي مجموعة من أسماء النباتات التي من الممكن ان يزور هذا الطير زهورها:
الشخض الذهبي، أقنثية، بروميلية، زهر الزنجبيل، القسطية، غزنرية، خبازية.
الزهور الأقل زيارة هي معظمها من نوع: Gesneriaceae  والزنجبيليات،  ولكن أيضًا بعض البروميليا،  جريسية،  خلنجية  وفوية. 

### التكاثر
كما هو مذكور أعلاه، يتجمع الذكور في في تجمهرات من اجل المغازلة مع الإناث. في مناطق الكوردييرا الكولومبية، لوحظت تجمهرات نشطة بين شهر سبتمبر وشهر نوفمبر، ولكن ليس في شهر أغسطس ولا في شهر ديسمبر، مما يشير إلى ان موسم التكاثر لديها يحدث بوقت معين فقط. يضع الناسك الأخضر بيضة واحدة في عش مخروطي الشكل، ويكون العش معلق تحت ورقة شجر كبيرة الحجم، وعادة؛ تكون الورقة فوق سطح الماء. تتراوح مدة حضانة البيوض ما بين 17 و 18 يومًا وتتراوح فترة نمو وبلوغ الفراخ من حوالي 21 إلى 23 يومًا فوق مدة حضانة البيوض.